# Iretiola Doyle
Pour les articles homonymes, voir Doyle.
Iretiola Olusola Ayinke, nom de scène Iretiola Doyle, est une actrice nigériane du cinéma Nollywood, une productrice de télévision et une écrivaine,.
Elle est mariée à l'acteur Patrick Doyle.

## Filmographie
La filmographie de Iretiola Doyle, comprend les films suivants  : 
- 2021 : Therapy
- In a Lifetime
- 2016 : Dinner
- 2016 : The Wedding Party
- 2016 : The Arbitration (en)
- 2015 : Cinquante (en)
- 2014 : Dowry (série télévisée)
- 2013 : Torn (en)
- 2013 : Gidi Up (en) (série télévisée)
- 2011 : For Coloured Girls (série télévisée)
- 2012 : Tinsel (en) (série télévisée)
- 2006 : Sitanda (en)
- 2004 : Across the Niger (en)

## Source de la traduction
- (en) Cet article est partiellement ou en totalité issu de l’article de Wikipédia en anglais intitulé « Iretiola Doyle » (voir la liste des auteurs).